# Volley Talmassons 2022-2023
Questa voce raccoglie le informazioni riguardanti il Volley Talmassons nelle competizioni ufficiali della stagione 2022-2023.

## Stagione
Nella stagione 2022-23 il Volley Talmassons assume la denominazione sponsorizzata di CDA Talmassons.
Partecipa per la quarta volta consecutiva alla Serie A2; chiude il girone B della regular season al terzo posto in classifica, qualificandosi per la pool promozione dove giunge al quinto posto: nei play-off promozione viene sconfitto in semifinale dalla Trentino.
A seguito del terzo posto in classifica al termine del girone di andata, si qualifica per la Coppa Italia di Serie A2 venendo eliminato nei quarti di finale dalla Trentino.

## Organigramma societario
Area direttiva
- Presidente: Ambrogio Cattelan
- Direttore sportivo: Gianni De Paoli

Area tecnica
- Allenatore: Leonardo Barbieri
- Allenatore in seconda: Fabio Parazzoli
- Scout man: Giuliana Degan
- Team manager: Andrea Altamura

Area sanitaria
- Medico: Giovanni Piccolo
- Fisioterapista: Carlo Gallici

## Rosa
| N° | Nome                 | Ruolo | Data di nascita   | Nazionalità sportiva |
| -- | -------------------- | ----- | ----------------- | -------------------- |
| 1  | Veronica Taborelli   | O     | 22 marzo 1994     | Italia               |
| 2  | Chidera Eze          | P     | 2 settembre 2003  | Italia               |
| 3  | Elisa Tognini        | S     | 2 gennaio 2004    | Italia               |
| 4  | Andrea Crisafulli    | S     | 25 giugno 2004    | Italia               |
| 6  | Giulia De Nardi      | L     | 23 aprile 1994    | Italia               |
| 7  | Giovanna Milana      | S     | 13 giugno 1998    | Stati Uniti          |
| 8  | Ilaria Michelini     | P     | 15 maggio 1999    | Italia               |
| 9  | Benedetta Campagnolo | C     | 13 giugno 2003    | Italia               |
| 10 | Aurora Rossetto      | S     | 21 gennaio 1997   | Italia               |
| 12 | Alice Trampus        | S     | 22 aprile 2004    | Italia               |
| 14 | Isabella Monaco      | L     | 24 settembre 2001 | Italia               |
| 17 | Anna Caneva          | C     | 18 marzo 1992     | Italia               |
| 18 | Veronica Costantini  | C     | 23 marzo 2003     | Italia               |

## Mercato
| Acquisti | Acquisti             | Acquisti             | Acquisti   |
| R.       | Nome                 | da                   | Modalità   |
| -------- | -------------------- | -------------------- | ---------- |
| C        | Benedetta Campagnolo | Don Colleoni         | definitivo |
| C        | Anna Caneva          | Millenium Brescia    | definitivo |
| C        | Veronica Costantini  | AGIL                 | definitivo |
| S        | Andrea Crisafulli    | Academy Piacenza     | definitivo |
| L        | Giulia De Nardi      | Alba                 | definitivo |
| P        | Chidera Eze          | Vicenza              | definitivo |
| P        | Ilaria Michelini     | Arzano               | definitivo |
| S        | Giovanna Milana      | Libertas Martignacco | definitivo |
| L        | Isabella Monaco      | Amando               | definitivo |
| S        | Aurora Rossetto      | Libertas Martignacco | definitivo |
| O        | Veronica Taborelli   | Mondovì              | definitivo |
| S        | Elisa Tognini        | Amatori Orago        | definitivo |
| S        | Alice Trampus        | Imoco                | definitivo |

| Cessioni | Cessioni              | Cessioni            | Cessioni   |
| R.       | Nome                  | a                   | Modalità   |
| -------- | --------------------- | ------------------- | ---------- |
| C        | Laura Bovo            | Bergamo 1991        | definitivo |
| C        | Annachiara Cantamessa | Giorgione           | definitivo |
| C        | Asia Cogliandro       | Assitec             | definitivo |
| S        | Lana Conceição        | UNI Opole           | definitivo |
| S        | Francesca Dalla Rosa  | Perugia             | definitivo |
| S        | Laura Grigolo         | Mondovì             | definitivo |
| L        | Marianna Maggipinto   | Montecchio Maggiore | definitivo |
| P        | Ludovica Marchi       | Giotti Victoria     | definitivo |
| P        | Cecilia Nicolini      | Alba                | definitivo |
| O        | Josephine Obossa      | Millenium Brescia   | definitivo |
| S        | Sofia Pagotto         | Blu Team            | definitivo |
| S        | Jessica Panucci       | Vicenza             | definitivo |
| L        | Genni Ponte           | Blu Team            | definitivo |

## Risultati

### Serie A2

#### Girone di andata
| 1ª Giornata - 23 ottobre 2022 Palazzetto dello Sport, Latisana            | Talmassons | 3 - 0 | Libertas Martignacco | 25-20, 28-26, 27-25               |
| 2ª Giornata - 30 ottobre 2022 Palasport Città di Vicenza, Vicenza         | Vicenza    | 3 - 1 | Talmassons           | 22-25, 25-20, 25-14, 26-24        |
| 4ª Giornata - 9 novembre 2022 Palazzetto dello Sport, Guidonia Montecelio | Roma Club  | 3 - 0 | Talmassons           | 25-16, 25-22, 25-20               |
| 5ª Giornata - 13 novembre 2022 Palazzetto dello Sport, Latisana           | Talmassons | 3 - 0 | Marsala              | 25-16, 25-10, 25-20               |
| 6ª Giornata - 19 novembre 2022 Palazzetto dello Sport, Latisana           | Talmassons | 2 - 3 | Adolfo Consolini     | 27-25, 25-22, 20-25, 29-31, 10-15 |
| 7ª Giornata - 23 novembre 2022 PalaScoppa, Soverato                       | Soverato   | 2 - 3 | Talmassons           | 25-22, 23-25, 27-25, 21-25, 11-15 |
| 8ª Giornata - 27 novembre 2022 Palazzetto dello Sport, Latisana           | Talmassons | 3 - 0 | Montecchio Maggiore  | 25-19, 25-22, 25-23               |
| 9ª Giornata - 4 dicembre 2022 Palestra UniMe, Messina                     | Sant'Anna  | 0 - 3 | Talmassons           | 23-25, 20-25, 19-25               |
| 10ª Giornata - 11 dicembre 2022 Palazzetto dello Sport, Latisana          | Talmassons | 3 - 0 | Assitec              | 25-23, 25-19, 25-23               |
| 11ª Giornata - 18 dicembre 2022 PalaPellini, Perugia                      | Perugia    | 0 - 3 | Talmassons           | 16-25, 18-25, 21-25               |

#### Girone di ritorno
| 12ª Giornata - 26 dicembre 2022 PalaCarnera, Udine                               | Libertas Martignacco | 1 - 3 | Talmassons | 21-25, 19-25, 25-18, 23-25        |
| 13ª Giornata - 8 gennaio 2023 Palazzetto dello Sport, Latisana                   | Talmassons           | 3 - 1 | Vicenza    | 25-21, 24-26, 25-19, 25-22        |
| 15ª Giornata - 22 febbraio 2023 Palazzetto dello Sport, Latisana                 | Talmassons           | 0 - 3 | Roma Club  | 19-25, 27-29, 18-25               |
| 16ª Giornata - 22 gennaio 2023 PalaBellina, Marsala                              | Marsala              | 0 - 3 | Talmassons | 18-25, 19-25, 23-25               |
| 17ª Giornata - 5 febbraio 2023 Palazzetto dello Sport, San Giovanni in Marignano | Adolfo Consolini     | 2 - 3 | Talmassons | 25-21, 25-15, 19-25, 22-25, 13-15 |
| 18ª Giornata - 8 febbraio 2023 Palazzetto dello Sport, Latisana                  | Talmassons           | 3 - 0 | Soverato   | 25-22, 25-19, 25-22               |
| 19ª Giornata - 12 febbraio 2023 PalaFerroli, San Bonifacio                       | Montecchio Maggiore  | 3 - 1 | Talmassons | 25-20, 25-15, 23-25, 28-26        |
| 20ª Giornata - 19 febbraio 2023 Palazzetto dello Sport, Latisana                 | Talmassons           | 3 - 0 | Sant'Anna  | 25-17, 25-8, 25-14                |
| 21ª Giornata - 26 febbraio 2023 PalaIaquaniello, Sant'Elia Fiumerapido           | Assitec              | 1 - 3 | Talmassons | 18-25, 25-22, 21-25, 13-25        |
| 22ª Giornata - 5 marzo 2023 Palazzetto dello Sport, Latisana                     | Talmassons           | 3 - 0 | Perugia    | 25-22, 25-17, 25-20               |

#### Pool promozione
| 1ª Giornata - 12 marzo 2023 Palazzetto dello Sport, Latisana  | Talmassons        | 3 - 1 | Idea Sassuolo  | 23-25, 25-18, 25-15, 25-19        |
| 2ª Giornata - 18 marzo 2023 PalaSanbapolis, Trento            | Trentino          | 3 - 1 | Talmassons     | 25-20, 21-25, 25-14, 27-25        |
| 3ª Giornata - 26 marzo 2023 Palazzetto dello Sport, Latisana  | Talmassons        | 0 - 3 | Mondovì        | 22-25, 15-25, 23-25               |
| 4ª Giornata - 3 aprile 2023 Geopalace, Olbia                  | Hermaea           | 2 - 3 | Talmassons     | 25-22, 21-25, 25-20, 13-25, 12-15 |
| 5ª Giornata - 10 aprile 2023 PalaGeorge, Montichiari          | Millenium Brescia | 3 - 1 | Talmassons     | 19-25, 25-17, 25-22, 25-17        |
| 6ª Giornata - 14 aprile 2023 Palazzetto dello Sport, Latisana | Talmassons        | 3 - 1 | Futura Giovani | 23-25, 25-19, 25-18, 25-18        |

#### Play-off promozione
| Semifinali (gara 1) - 23 aprile 2023 PalaTrento, Trento               | Trentino   | 3 - 1 | Talmassons | 25-22, 23-25, 25-18, 25-19        |
| Semifinali (gara 2) - 26 aprile 2023 Palazzetto dello Sport, Latisana | Talmassons | 2 - 3 | Trentino   | 25-22, 25-22, 19-25, 22-25, 17-19 |

### Coppa Italia di Serie A2
| Ottavi di finale - 12 gennaio 2023 Palazzetto dello Sport, Latisana | Talmassons | 3 - 0 | Hermaea    | 25-14, 25-22, 27-25 |
| Quarti di finale - 18 gennaio 2023 PalaSanbapolis, Trento           | Trentino   | 3 - 0 | Talmassons | 26-24, 25-12, 25-16 |

## Statistiche

### Statistiche di squadra
| Competizione             | Punti | In casa | In casa | In casa | In trasferta | In trasferta | In trasferta | Totale | Totale | Totale |
| Competizione             | Punti | G       | V       | P       | G            | V            | P            | G      | V      | P      |
| ------------------------ | ----- | ------- | ------- | ------- | ------------ | ------------ | ------------ | ------ | ------ | ------ |
| Serie A2                 | 56    | 14      | 10      | 4       | 14           | 8            | 6            | 28     | 18     | 10     |
| Coppa Italia di Serie A2 |       | 1       | 1       | 0       | 1            | 0            | 1            | 2      | 1      | 1      |
| Totale                   | -     | 15      | 11      | 4       | 15           | 8            | 7            | 30     | 19     | 11     |

G = partite giocate; V = partite vinte; P = partite perse 

### Statistiche dei giocatori
| Giocatore     | Serie A2 | Serie A2 | Serie A2 | Serie A2 | Serie A2 | Coppa Italia di Serie A2 | Coppa Italia di Serie A2 | Coppa Italia di Serie A2 | Coppa Italia di Serie A2 | Coppa Italia di Serie A2 | Totale | Totale | Totale | Totale | Totale |
| Giocatore     | P        | PT       | AV       | MV       | BV       | P                        | PT                       | AV                       | MV                       | BV                       | P      | PT     | AV     | MV     | BV     |
| ------------- | -------- | -------- | -------- | -------- | -------- | ------------------------ | ------------------------ | ------------------------ | ------------------------ | ------------------------ | ------ | ------ | ------ | ------ | ------ |
| B. Campagnolo | 16       | 9        | 5        | 0        | 4        | 2                        | 1                        | 0                        | 0                        | 1                        | 18     | 10     | 5      | 0      | 5      |
| A. Caneva     | 28       | 281      | 213      | 56       | 12       | 2                        | 14                       | 11                       | 3                        | 0                        | 30     | 295    | 224    | 59     | 12     |
| V. Costantini | 28       | 248      | 166      | 67       | 15       | 2                        | 13                       | 8                        | 4                        | 1                        | 30     | 261    | 174    | 71     | 16     |
| A. Crisafulli | 27       | 7        | 1        | 0        | 6        | 2                        | 0                        | 0                        | 0                        | 0                        | 29     | 7      | 1      | 0      | 6      |
| G. De Nardi   | 28       | 0        | 0        | 0        | 0        | 2                        | 0                        | 0                        | 0                        | 0                        | 30     | 0      | 0      | 0      | 0      |
| C. Eze        | 28       | 108      | 39       | 36       | 33       | 2                        | 3                        | 2                        | 0                        | 1                        | 30     | 111    | 41     | 36     | 34     |
| I. Michelini  | 12       | 0        | 0        | 0        | 0        | 0                        | 0                        | 0                        | 0                        | 0                        | 12     | 0      | 0      | 0      | 0      |
| G. Milana     | 28       | 426      | 374      | 26       | 26       | 2                        | 21                       | 18                       | 2                        | 1                        | 30     | 447    | 392    | 28     | 27     |
| I. Monaco     | 7        | 0        | 0        | 0        | 0        | 0                        | 0                        | 0                        | 0                        | 0                        | 7      | 0      | 0      | 0      | 0      |
| A. Rossetto   | 28       | 259      | 218      | 35       | 6        | 2                        | 12                       | 12                       | 0                        | 0                        | 30     | 271    | 230    | 35     | 6      |
| V. Taborelli  | 28       | 424      | 347      | 39       | 38       | 2                        | 34                       | 32                       | 0                        | 2                        | 30     | 458    | 379    | 39     | 40     |
| E. Tognini    | 4        | 5        | 4        | 0        | 1        | 0                        | 0                        | 0                        | 0                        | 0                        | 4      | 5      | 4      | 0      | 1      |
| A. Trampus    | 20       | 53       | 47       | 4        | 2        | 2                        | 2                        | 2                        | 0                        | 0                        | 22     | 55     | 49     | 4      | 2      |

P = presenze; PT = punti totali; AV = attacchi vincenti; MV = muri vincenti; BV = battute vincenti